# Eidgenössische Volksinitiative «für eine gesicherte AHV – Energie statt Arbeit besteuern!»
Die Eidgenössische Volksinitiative «für eine gesicherte AHV – Energie statt Arbeit besteuern» verlangte den ökologischen und sozialen Umbau des Steuersystems der Schweiz. Sie wurde 1996 von den Schweizer Grünen eingereicht und 2001 von Volk und Ständen abgelehnt.

## Inhalt der Initiative
Mit der Reduktion der Steuern auf Arbeit bei gleichzeitiger Einführung einer Energiesteuer sollten drei Ziele gleichzeitig erreicht werden:
1. Senkung der Umweltbelastung
2. Bekämpfung der Arbeitslosigkeit
3. Sicherung der Sozialwerke

Damit sollten gleichzeitig mehrere Lenkungswirkungen erzielt werden: Durch die Verteuerung der fossilen Energie sollte deren Verbrauch vermindert werden, und durch die Senkung der Abgaben, welche die Erwerbsarbeit belasten, sollte ein Anreiz geschaffen werden, mehr Menschen statt Maschinen arbeiten zu lassen.
Die Einnahmen der Energiesteuer wären namentlich an die Altersversicherung (AHV) und Arbeitslosenversicherung (ALV) breit an die Bevölkerung zurückerstattet worden.

## Text der Volksinitiative
Die Bundesverfassung wird wie folgt ergänzt:
Art. 41quater (neu)
Der Bund erhebt zur teilweisen oder vollständigen Finanzierung der Sozialversicherungen eine Steuer auf nicht erneuerbaren Energieträgern und auf Elektrizität von Wasserkraftwerken mit mehr als einem Megawatt Leistung.
II
Die Übergangsbestimmungen der Bundesverfassung werden wie folgt ergänzt:
Art. 24 (neu)
1 Bei einer Herabsetzung des Rentenalters werden mit dem Erlös der Energiesteuer nach Artikel 41quater die entstehenden Mehrkosten gedeckt.
2 Der Erlös der Energiesteuer wird darüber hinaus zur sozialverträglichen Reduktion der Beiträge der Arbeitnehmer/innen und Arbeitgeber/innen für AHV, IV, EO und ALV sowie der Beiträge der Selbständigerwerbenden für AHV, IV und EO verwendet. Nichterwerbstätige, die ein im Gesetz bestimmtes Mindesteinkommen nicht erreichen, erhalten im Umfang der durchschnittlichen energiesteuerbedingten Mehrbelastung eine Steuerrückerstattung.

## Beratung in den Eidgenössischen Räten
Das Geschäft wurde im Nationalrat zuerst behandelt. Die Sprecher der Kommission für Umwelt, Raumplanung und Energie Ulrich Fischer und John Dupraz betonten zu Beginn der Debatte, dass es nach Auffassung der Kommissionsmehrheit demokratiepolitisch bedenklich sei, kurz nach der Ablehnung der drei Energievorlagen am 24. September 2000 durch Volk und Stände das Thema erneut vorzulegen. Von Bürgerlichen wurde zugleich kritisiert, dass auch Abgaben auf Wasserkraftwerke anfallen und nicht nur auf Öl, Gas und atomare Brennstoffe. In der Gesamtabstimmung entschied der Nationalrat mit 120 zu 65 Stimmen, die Initiative Volk und Ständen zur Ablehnung zu empfehlen. Vor allem die Mitglieder aus der Sozialdemokratischen, der Grünen und Evangelischen Fraktion stimmten für die Vorlage und somit für eine annehmende Abstimmungsempfehlung. Im Ständerat wurde die Vorlage aus ähnlichen Gründen mit 24 zu 4 Stimmen abgelehnt.
In der Schlussabstimmung wurde der Bundesbeschluss, mit dem die Bundesversammlung die Initiative offiziell zur Ablehnung empfahl, im Nationalrat mit 119 zu 65 Stimmen und im Ständerat einstimmig angenommen.

## Volksabstimmung

### Abstimmungsfrage
«Wollen Sie die Volksinitiative ‹für eine gesicherte AHV – Energie statt Arbeit besteuern!› annehmen?»

### Haltungen
Die GPS, SPS, EVP und CSP befürworteten die Vorlage; FDP, CVP, SVP, LPS, PdA, SD, EDU, FPS und Lega lehnten sie ab.

### Ergebnisse
| Kanton                           | Ja (%) | Nein (%) | Beteiligung (%) |
| -------------------------------- | ------ | -------- | --------------- |
| Zürich                           | 27,0 % | 73,0 %   | 40,31 %         |
| Bern                             | 24,2 % | 75,8 %   | 38,70 %         |
| Luzern                           | 20,2 % | 79,8 %   | 41,41 %         |
| Uri                              | 20,1 % | 79,9 %   | 39,21 %         |
| Schwyz                           | 16,0 % | 84,0 %   | 45,89 %         |
| Obwalden                         | 16,7 % | 83,3 %   | 43,50 %         |
| Nidwalden                        | 13,9 % | 86,1 %   | 41,00 %         |
| Glarus                           | 19,1 % | 80,9 %   | 35,62 %         |
| Zug                              | 18,1 % | 81,9 %   | 44,41 %         |
| Freiburg                         | 18,7 % | 81,3 %   | 37,76 %         |
| Solothurn                        | 20,6 % | 79,4 %   | 37,66 %         |
| Basel-Stadt                      | 30,6 % | 69,4 %   | 43,22 %         |
| Basel-Landschaft                 | 23,6 % | 76,4 %   | 37,95 %         |
| Schaffhausen                     | 27,6 % | 72,4 %   | 59,37 %         |
| Appenzell Ausserrhoden           | 20,9 % | 79,1 %   | 43,49 %         |
| Appenzell Innerrhoden            | 14,3 % | 85,7 %   | 37,28 %         |
| St. Gallen                       | 20,3 % | 79,7 %   | 37,10 %         |
| Graubünden                       | 22,3 % | 77,7 %   | 33,19 %         |
| Aargau                           | 18,8 % | 81,2 %   | 33,09 %         |
| Thurgau                          | 21,4 % | 78,6 %   | 37,37 %         |
| Tessin                           | 22,8 % | 77,2 %   | 31,51 %         |
| Waadt                            | 22,6 % | 77,4 %   | 29,54 %         |
| Wallis                           | 16,9 % | 83,1 %   | 30,33 %         |
| Neuenburg                        | 21,6 % | 78,4 %   | 48,07 %         |
| Genf                             | 27,0 % | 73,0 %   | 42,16 %         |
| Jura                             | 23,9 % | 76,1 %   | 35,63 %         |
| Schweizerische Eidgenossenschaft | 22,9 % | 77,1 %   | 37,85 %         |

## Abstimmungskampf
Wenige Monate vor der Abstimmung über diese Volksinitiative war eine Vorlage mit gleicher Stossrichtung mit 55,5 % Nein-Stimmen abgelehnt worden. Dies hatte zur Folge, dass die folgende Abstimmung unter dem Eindruck einer Wiederholung stand.